# Tom Martinsen
Tom Børge Martinsen (Hamar, 1957 – 2019. július 18.) norvég operaénekes (tenor).

## Élete
Nyolcéves korától énekelt kórusban. A korai érettségi után az oslói Norvég Zeneművészeti Főiskolán és a stockholmi operaiskolában folytatta énekesi tanulmányait. Tanárai – többek közt – Nicolai Gedda, Tito Gobbi és Sir Peter Pears voltak.
Pályáját 1981-ben a stockholmi Királyi Operában kezdte, ahol a Così fan tutte Ferrandójaként debütált. 1986-tól német színházakban működött. Előbb Koblenzben, majd Gelsenkirchenben, Münchenben és Wiesbadenben. Az 1991–92-es évadtól a drezdai Semperopernek előbb állandó vendége, majd tagja volt haláláig. Ebben az időszakban Európa-szerte vendégszerepelt opera- és hangversenyénekesként is. Számos kortárs mű, főként skandináv szerzők alkotásainak ősbemutatójában vett részt.
Pályája elején főként lírai tenorként működött, később áttért a karakterszerepekre.

## Szerepei
- Alban Berg: Wozzeck – Bolond
- Georges Bizet: Carmen – Don José; Dancaire
- Benjamin Britten: Peter Grimes – Bob Boles
- Ferruccio Busoni: Doktor Faust –
- Luigi Dallapiccola: A fogoly – Börtönőr
- Gaetano Donizetti: Szerelmi bájital – Nemorino
- Gaetano Donizetti: Lammermoori Lucia – Normann
- Friedrich Goldmann: R. Hot – Lord Hamilton
- Jake Heggie: Holt ember sétája – Howard Boucher [európai bemutató]
- Paul Hindemith: Cardillac – Gavallér
- Paul Hindemith: Mathis, a festő – Wolfgang Capito
- Engelbert Humperdinck: Királyi gyermekek – A seprűkötő
- Leoš Janáček: Jenůfa – Steva Buryja
- Leoš Janáček: Katya Kabanova – Borisz Grigorjevics
- Leoš Janáček: A ravasz rókácska – Az iskolamester
- Kálmán Imre: A csárdáskirálynő – Edwin
- Lehár Ferenc: A mosoly országa – Szu-csong
- Albert Lortzing: A vadorzó – Kronthal báró
- Pietro Mascagni: Fritz barátunk – Fritz Kobus
- Wolfgang Amadeus Mozart: Figaro lakodalma – Don Basilio
- Wolfgang Amadeus Mozart: Così fan tutte – Ferrando
- Wolfgang Amadeus Mozart: A varázsfuvola – Tamino; Monostatos; Első őrtálló
- Modeszt Petrovics Muszorgszkij: Borisz Godunov – Grigorij Otrepjev
- Jacques Offenbach: Hoffmann meséi – Hoffmann
- Giacomo Puccini: Pillangókisasszony – B. F. Pinkerton; Goro
- Giacomo Puccini: Bohémélet – Rodolphe
- Giacomo Puccini: Tosca – Mario Cavaradossi; Spoletta
- Giacomo Puccini: Turandot – Pong
- Aribert Reimann: Lear – Cornwall hercege
- Aribert Reimann: Melusine – Oleander
- Peter Ronnefeld: Éjszakai kiadás – Dr. Stilblüte
- Gioachino Rossini: A sevillai borbély – Almaviva gróf
- Gioachino Rossini: Hamupipőke – Don Ramiro
- Bedřich Smetana: Az eladott menyasszony – Jeník; Cirkuszigazgató
- Johann Strauss d. S.: A denevér – Dr. Blind
- Johann Strauss d. S.: A cigánybáró – Barinkay Kálmán
- Richard Strauss: Tűzínség – Ruger Aspeck
- Richard Strauss: Salome – Narraboth; Második zsidó
- Richard Strauss: A rózsalovag – Fogadós
- Richard Strauss: Ariadné Naxosban – Táncmester
- Richard Strauss: A béke napja – Lövész
- Richard Strauss: Az árnyék nélküli asszony – A púpos
- Richard Strauss: Capriccio – Flamand; Monsieur Taupe
- Igor Stravinsky: Oedipus Rex –
- Igor Stravinsky: A kéjenc útja – Sellem
- Ambroise Thomas: Mignon – Wilhelm Meister
- Giuseppe Verdi: Nabucco – Izmael
- Giuseppe Verdi: Macbeth – Macduff
- Giuseppe Verdi: La Traviata – Alfred Germont
- Giuseppe Verdi: A végzet hatalma – Don Alvaro
- Giuseppe Verdi: Otello – Roderigo
- Giuseppe Verdi: Falstaff – Fenton; Bardolf
- Richard Wagner: A bolygó hollandi – Kormányos
- Richard Wagner: Tannhäuser – Heinrich der Schreiber; Walther von der Vogelweide
- Richard Wagner: Lohengrin – Első lovag
- Richard Wagner: A nürnbergi mesterdalnokok – Kunz Vogelsang
- Richard Wagner: A Rajna kincse – Mime
- Carl Maria von Weber: A bűvös vadász – Max
- Carl Maria von Weber: Euryanthe – Rudolf
- Kurt Weill: Mahagonny városának tündöklése és bukása – Willy
- Mieczysław Weinberg: Az utazó – Walter
- Johannes Wulff-Woesten: Bussel herceg